# Юпрями
Юпря́ми (рос. Юпрямы, чув. Йĕпрем) — присілок у складі Красноармійського району Чувашії, Росія. Входить до складу Великошатьминського сільського поселення.
Населення — 104 особи (2010; 125 у 2002).
Національний склад:
- чуваші — 97 %